# دنيس تايلر
دنيس تايلر (بالإنجليزية: Dennis Tyler)‏ هو سياسي أمريكي، ولد في 1943 في مونسي في الولايات المتحدة. حزبياً، نشط في الحزب الديمقراطي. وقد انتخب عضو مجلس نواب إنديانا.